# بوبي براون (لاعب كرة قدم مواليد 1955)
بوبي براون (بالإنجليزية: Bobby Brown)‏ هو مدرب كرة قدم ولاعب كرة قدم بريطاني في مركز ظهير ‏، ولد في 23 نوفمبر 1955 في Carluke ‏ في المملكة المتحدة. لعب مع كوين أوف ساوث ونادي ووركينغتون.